# Peratia
Peratia (grec medieval: Περάτεια, ‘més enllà [del mar]’) fou el territori d'ultramar de l'Imperi de Trebisonda. Abastava les ciutats de Kherson i Kertx, a Crimea, juntament amb el seu rerepaís. Probablement ja era administrat des de Trebisonda en temps de l'Imperi Romà d'Orient, abans que els Comnens fundessin un imperi a part unes setmanes abans del saqueig de Constantinoble pels soldats de la Quarta Croada el 1204.

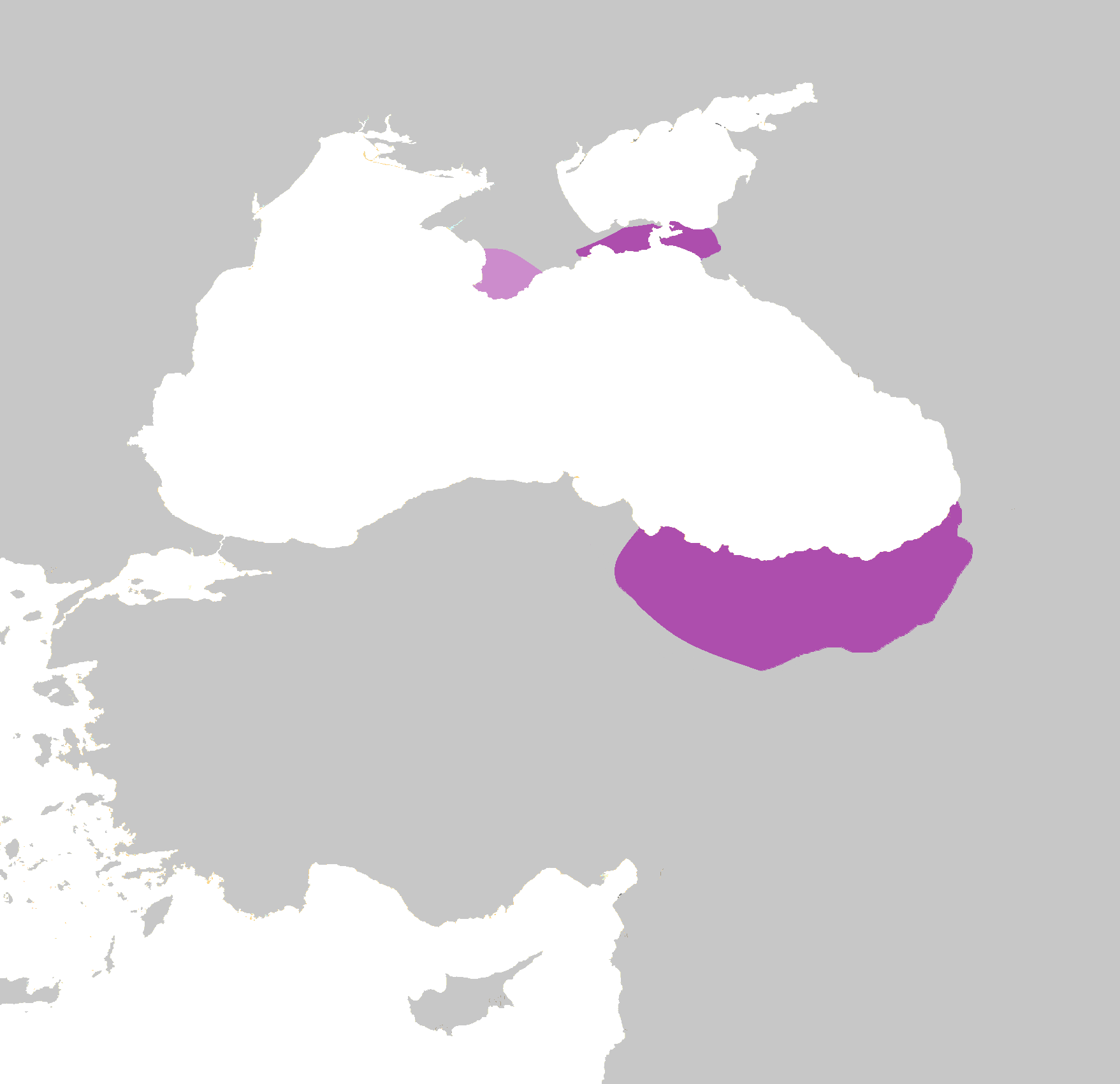
Peratia es componia dels territoris marcats en lila a la costa nord del mar Negre

Trebisonda exercí un control dèbil sobre Peratia gairebé des del principi, a causa de la pressió dels genovesos i els tàtars ja al voltant del moment de la mort d'Aleix I el 1222.
Els turcs seljúcides ocuparen Sudak i hi construïren una fortalesa entre el 1220 i el 1222. El governador turc de Sinope envià el 1223 vaixells a atacar la costa de Peratia, amb l'objectiu de crear un ambient insegur que fes desviar el comerç cap al seu port. Un vaixell que transportava el tribut anual de Peratia, el governador de la província i un nombre de persones importants de Quersonès a bord, va ser desviat per una tempesta cap a Sinope. La gent de Trebisonda tenia prohibit fer servir aquest port i fer-ho suposava la violació del pacte entre els turcs i l'Imperi de Trebisonda del 1220; per tant el governador de Sinope, Hetum, capturà el vaixell amb la seva càrrega, passatgers i tripulació i després envià una flota a atacar Peratia. Andrònic I Gidos reaccionà enviant una flota de guerra contra Sinope. Mentre una part dels soldats s'enfilaven per les muralles, la resta capturaven els vaixells que hi havia al port i mataren les corresponents tripulacions, finalment alliberaren el governador de Peratia, recuperaren els diners i, amb tot el botí, van tornar a Quersonès.
A partir d'aquell moment, el territori passà sota l'administració de la família dels Gabres, uns magnats de Trebisonda que posteriorment fundarien el Principat de Teodoro.